# Akbar Hashemí Rafsanyaní
El ayatolá Akbar Hashemí Rafsanyaní (Kermán, 25 de agosto de 1934-Teherán, 8 de enero de 2017) fue un político y ulema iraní que ejerció como el cuarto presidente de Irán entre los años 1989 y 1997. Fue miembro de la Asamblea de Expertos en Dirección hasta que dimitió en 2011. Presidió el Consejo de Discernimiento del Interés del Estado, órgano de consulta del Jefe del Estado iraní y de arbitraje entre el parlamento y el Consejo de Guardianes.
La línea política de Rafsanyaní es conocida por su pragmatismo conservador, centrado en sus años de presidente en la revitalización económica por medio del fomento del sector privado (incluyendo la privatización de empresas estatales) y por el apaciguamiento en las relaciones con los países occidentales.

## Biografía

### Formación
Nació el 25 de agosto de 1934 en una familia adinerada de terratenientes cultivadores de pistachos de la provincia de Kermán, en el pueblo de Bahremán (comarca de Rafsanyán). Sus padres, Mirzá Alí Hashemí Bahremaní y Mahbibí Safarián, tuvieron un total de nueve hijos.
A los cinco años, comenzó su primera instrucción en una escuela tradicional islámica (maktabjané) del pueblo de Nouq y en 1948, cuando tenía catorce años, sus padres le enviaron al centro de estudios teológicos chiíes de Qom. Fue allí que empezó a asistir a clases, en virtud de las cuales Rafsanyaní estudia la ley islámica, la ética y la gnosis (‘erfān). Sus maestros fueron el gran ayatolá Seyyed Hosein Boruyerdí (entonces considerado única autoridad del chiismo mundial), Seyed Ruhollah Jomeini, Seyed Mohammad Mohaqqeq Damad, Mohammad Rezá Golpayeganí, Seyed Mohammad Kazem Shariatmadarí, Abdolkarim Haerí Yazdí, Shahaboddín Nayafí Marashí, Mohammad Hosein Tabatabaí y Hosein Alí Montazerí.

### Familia
En 1958 contrajo matrimonio con Effat Marashí, hija de una familia religiosa y descendiente de Seyed Mohammad Kazem Tabatabaí Yazdí, unión que dio nacimiento a cinco hijos: Fatemé, Mohsén, Faezé, Mehdí y Yaser. Sus dos hijas se casarían más adelante con dos de los hijos de Hasán Lahutí Ashkevarí, antiguo imán de Rasht con el que Hashemí Rafsanyaní trabó amistad en prisión. De las dos, solo Faezé se implicaría más tarde en política, llegando a ser diputada en el parlamento posrevolucionario. Su hijo Mohsén fue presidente de la empresa del Metro de Teherán. Su hijo Mehdí ocupó diversos cargos de responsabilidad, entre ellos la presidencia del Centro de Investigaciones de la Universidad Islámica Azad.

### Militancia prerrevolucionaria
Akbar Hashemí Rafsanyaní fue una personalidad de gran influencia en el desarrollo de la Revolución islámica de 1979, así como en la política iraní desde entonces hasta la actualidad. Amigo de Jomeini desde finales de los años 50, ese vínculo se reforzó a raíz de la implicación en política de Rafsanyaní coincidiendo con el levantamiento de Qom de 1963 contra la Revolución Blanca. Tras el exilio de Jomeini, la actividad de oposición de Rafsanyaní al gobierno de la dinastía Pahlavi se acrecentó, lo que lo llevó a ser condenado por sus actividades subversivas clandestinas a penas de prisión en siete ocasiones, sumando 4 años y 5 meses de encarcelamiento entre 1958 y 1978. Rafsanyaní era el encargado por Jomeini de gestionar las finanzas del movimiento revolucionario, así como de coordinar con él la acción de los distintos grupos dentro de Irán, ocupando la mayor parte de su tiempo los discursos y la publicación de textos revolucionarios.
Entre los grupos con los que Hashemí estuvo estrechamente relacionado figuraba el Partido de la Coalición Islámica, fundado en 1962 con base social de comerciantes del bazar de carácter tradicional y conservador, acusado entonces de implicación en el asesinato del primer ministro Hasanalí Mansur —uno de los motivos de las detenciones de Rafsanyaní—. En prisión tuvo ocasión de trabar contacto con el resto de los grupos opuestos a la monarquía del Sah. Hashemí se unió fugazmente a principios de los años setenta a la organización islamo marxista de los Muyahidines del Pueblo de Irán, que abandonó tras muy poco tiempo para dedicarse a actividades económicas, principalmente en el ámbito inmobiliario de Teherán.
Hashemí Rafsanyaní fue entre 1977 y 1978 uno de los 28 miembros fundadores de la Sociedad del Clero Combatiente, formación política de cariz islámico conservador,

### Del triunfo de laRevoluciónal fallecimiento de Jomeini (1979-1989)
Junto con Mohammad Yavad Bahonar, Mohammad Beheshtí, Morteza Motahharí y Abdolkarim Musaví Ardebilí, se convirtió en un miembro clave del Consejo de la Revolución Islámica durante la instauración de la República Islámica de Irán, y fue el primer orador de la renovada Asamblea Consultiva Islámica hasta 1989.
Hashemí Rafsanyaní participó en febrero de 1979 en la fundación del Partido de la República Islámica con el objetivo de promocionar la instauración de la forma estatal de república islámica y consolidarla, hasta que en 1987 consideró cumplidos los objetivos de la formación y solicitó al ayatolá Jomeini permiso para disolverla.
Se suele atribuir a Hashemí Rafsanyaní una astucia política superior a la del resto de actores de la escena política del Irán posrevolucionario, lo cual le permitió detentar un poder creciente. Rafsanyaní se mantuvo como el principal hombre de confianza del ayatolá Jomeini durante los años en que este ejerció como líder carismático de la República Islámica. Según Dore Gold, la contribución de Hashemí fue esencial en la fundación de la Guardia Revolucionaria Islámica en 1980.
La primera ley electoral de la República Islámica fue elaborada con la colaboración de Rafsanyaní, que resultó elegido diputado en la Asamblea Consultiva Islámica y primer presidente de la misma el 28 de junio de 1980. Tuvo igualmente un papel determinante en la destitución del presidente Abolhasán Banisadr como comandante en jefe de las fuerzas armadas en la primavera de 1981, y a continuación en la moción parlamentaria de su incapacitación política.
En el verano de 1981, al vetar el Consejo de Guardianes un proyecto de ley promovido por Rafsanyaní, este logró, comunicando al ayatolá Jomeini el malestar en la cámara legislativa, establecer por primera vez un mecanismo para hacer adoptar la legislación decretada contraria a la ley islámica mediante la creación del Consejo de Discernimiento del Interés del Estado, organismo de mediación entre la Asamblea de Consulta Islámica y el Consejo de Guardianes y de consulta del Líder Supremo de Irán que terminaría por estar presidido por él mismo desde 1989 hasta 2013.
En el proceso de las terceras elecciones presidenciales (octubre de 1981), Rafsanyaní introdujo su voto en la urna para Alí Jamenei —ganador de los comicios— declarando «este es el voto de el Imam, del clero y del parlamento». Aun así, en las diferencias habidas en los años 80 entre el primer ministro Mir Hosein Musaví y el presidente Jamenei —calificados por muchos observadores como representantes de las alas izquierda y derecha—, Rafsanyaní logró mantener una posición intermedia entre ambos y, a la muerte de Jomeini, al quedar descabezada el ala izquierda surgida de los «Estudiantes seguidores de la línea del Imam», Rafsanyaní obtuvo una sólida posición que se reflejó en su acción como presidente de la república entre 1989 y 1997.
Además de la presidencia de la cámara legislativa, Rafsanyaní ejerció durante los años 80 como uno de los directores transitorios del rezo colectivo semanal de Teherán; como representante del imán Jomeini en el Consejo Superior de Defensa Nacional al mando del ejército y la seguridad interior durante la guerra Irán-Irak tras el asesinato de Mostafá Chamrán en junio de 1981; y como lugarteniente del comandante en jefe de los ejércitos en los últimos meses de la guerra. Akbar Hashemí Rafsanyaní desempeñó un papel en obligar a Jomeini a aceptar el final de la guerra. Apenas tres meses de haber sido designado Hashemí por Jomeini a la lugartenencia de la comandancia general, Irán aceptó en julio de 1988 la resolución 598 del Consejo de Seguridad de la ONU de un año antes que exigía el fin de las hostilidades.
En 1985, Rafsanyaní —como hiciera también Alí Akbar Velayatí— ordenó intervenir ante el Hezbolá de Líbano para que fueran liberados rehenes occidentales retenidos en Líbano.
Fue Hashemí Rafsanyaní quien allanó el camino para que la Asamblea de los Expertos designara a Alí Jamenei como Líder Supremo de Irán en sustitución del ayatolá Jomeini, fallecido el 3 de junio de 1989. Según una anécdota relatada por el propio Rafsanyaní en la Asamblea de los Expertos, el ayatolá Jomeini había aceptado esa designación en vida. Rafsanyaní y Jamenei elaboraron las modificaciones necesarias de la Constitución de Irán para que el sustituto cumpliese los requisitos, en particular la condición de tener reconocido el grado tradicional en el chiismo duodecimano de «fuente de emulación» (marŷaʿ), que fue eliminada de la ley fundamental.

### Presidencias (1989-1997)
En las primeras elecciones presidenciales celebradas el 28 de julio de 1989 tras la muerte del ayatolá Jomeini, Akbar Hashemí Rafsanyaní no tuvo más oponente que Abbás Sheybaní —del Movimiento por la Libertad de Irán—, al que se impuso con el 94 % de los votos y el apoyo tanto de la izquierda como de la derecha iraníes, en particular de la Sociedad del Clero Combatiente.

#### Política interior
Rafsanyaní, acabada la guerra, estableció como prioridades el desarrollo económico, la reconstrucción de las infraestructuras materiales y la reparación de la destrucción causada por ocho años de guerra y adoptó una política económica de privatizaciones contraria a la tendencia estatalizadora que había prevalecido hasta entonces en la República Islámica. Algunos analistas describen su administración como «liberal en lo económico, autoritaria en lo político y tradicional en lo filosófico», lo que lo enfrentó a diputados de la mayoría más radical de la Asamblea Consultiva Islámica.
Rafsanyaní persiguió reintegrar Irán a los flujos comerciales internacionales y de desarrollar la industria nacional a costa de incrementar la deuda externa del país, aplicando las reglas de ajuste estructural inspiradas por el Banco Mundial. Se favoreció la creación de una nueva burguesía urbana beneficiada por las privatizaciones, y Rafsanyaní fue acusado de corrupción tanto por sectores conservadores como por los antiguos seguidores de la línea del Imam, reconvertidos en «reformistas» a partir de 1997.
Rafsanyaní estimuló la cooperación de las universidades con la industria y creó la (única) red de universidades de titularidad privada, la Universidad Islámica Azad («libre»).
Durante la presidencia de Rafsanyaní se produjo, como en el período anterior, un considerable número de ejecuciones políticas de disidentes, comunistas, activistas kurdos, bahaíes e incluso clérigos islámicos. Fueron también perseguidos los Muyahidines del Pueblo de Irán, que tras haber colaborado en la guerra con Sadam Huseín contra Irán mantenían oficialmente la lucha armada contra el gobierno iraní y eran reconocidos como organización terrorista tanto por este como por la CIA.
Dentro de un espíritu modernizador y liberalizador, las reformas de Rafsanyaní buscaban tanto transformar las estructuras de gobierno de la República Islámica con un criterio de eficiencia como reducir la tutela ideológica del gobierno sobre el pensamiento y el estilo de vida de la población, lo que fue objeto de críticas tanto desde el punto de vista del continuismo islamista como por el abandono de la prioridad de la justicia social.
La política económica de Rafsanyaní dio lugar a nuevas dificultades con el aumento del precio de la cesta básica y del desempleo. La fuerte depreciación del rial, la reducción de los subsidios y la eliminación del control de precios de algunos productos básicos incrementaron la inflación del 23 % oficial de 1992-1994 al 35 %, también oficial, de 1994/1995, concentrado en los precios de alimentos y bebidas y en el alojamiento. Solo en la primavera de 1994 el precio de los aceites vegetales, el azúcar y las cebollas se incrementaron en un 75 % de media. Estos aumentos de precios tenían claramente su mayor efecto en los pobres y las personas con ingresos fijos. En 1995/96 el salario mínimo se incrementó solo en un 10 por ciento, menos de un tercio de la tasa de inflación. Así, las políticas neoliberales del programa de reestructuración económica, incluyendo la unificación del tipo de cambio, dieron lugar a una serie de trastornos sociales y económicos políticamente insostenibles.
El creciente descontento por la bajada del nivel de vida dio lugar a protestas antigubernamentales en varias ciudades, entre ellas Teherán en 1990; en 1991/92, en Teherán, Mashhad, Arak y Shiraz. En 1994/95 se produjo una nueva ola de descontento que incluyó la detonación de varias bombas en Teherán y otras ciudades, intentos de asesinato contra Rafsanyaní y otros funcionarios, huelgas y manifestaciones de los trabajadores de todo el país, incluyendo Teherán, Zahedán, Qazvín, Tabriz, Mahabad y Eslamshahr.

#### Política exterior
Rafsanyaní se esforzó por reconstruir vínculos con los países árabes después de los años de la guerra, en que las relaciones habían quedado gravemente deterioradas, así como con los países de Asia Central y del Cáucaso —incluidas las repúblicas de Azerbaiyán, Turkmenistán y Kazajistán. Tres años después apenas de que Jomeini calificara a la dinastía Saudí de «enemigos del islam», Rafsanyaní obtenía una invitación para visitar Arabia y ambos países normalizaban sus relaciones.
En paralelo al acercamiento a los vecinos árabes, Rafsanyaní obró conforme a una divisa de «primero desarrollo, el rearme después», y recortó su presupuesto militar de manera significativa reduciendo el número de efectivos de 654 000 al término de la contienda iraquí a una media de 480 000 entre 1990 y 1999, con un gasto que pasaba de 9900 millones de dólares en 1990 a 5300 en 1995.
Pese a la experiencia de Rafsanyaní resolviendo crisis y situaciones dificultosas, las relaciones con los países europeos y los Estados Unidos siguieron sin embargo en mal estado, aún con la influencia iraní en la resolución de la crisis de los rehenes de Hezbolá en Líbano. La preconcesión de un contrato petrolero por valor de miles de millones de dólares a la empresa estadounidense Conoco, que en un principio recibió garantías por parte de la administración Clinton, fue finalmente desechada por el presidente norteamericano al anunciar la prohibición de todo comercio con Irán en un discurso pronunciado el 30 de abril de 1995 ante el Congreso Judío Mundial, tras una intensa labor de cabildeo del lobby proisraelí AIPAC, basada en el rechazo por Teherán de la existencia del estado judío y de los Acuerdos de Oslo como «intento americano de legalizar la ocupación por Israel de tierras palestinas y musulmanas». La presidencia de Rafsanyaní se acercaba así a su fin, pese a los esfuerzos de acercamiento, con las más duras sanciones decretadas hasta entonces contra Irán por Estados Unidos.

#### Apoyos y oponentes políticos
Hashemí Rafsanyaní mantuvo bajo sus presidencias la práctica del periodo jomeinista de hacer convivir en su gabinete a ministros de ideologías contrapuestas: conservadores islámicos como Alí Akbar Velayatí, Alí Lariyaní, Alí Fallahián, Yahya Al-e Eshaq, etc. junto a personalidades de tendencia más izquierdista como Mostafá Moín, Abdolá Nurí, Seyed Mohammad Jatamí, Mohammad Saidikiá. Sin embargo, con el incremento de las críticas a su gestión desde la Asamblea de Clérigos Combatientes (ACC) y el ala jomeinista por su carácter privatizador, por la inflación y la desigualdad sufridas por las clases trabajadoras y por las restricciones a la actividad política, además del cambio de mayoría parlamentaria a favor de la derecha en las elecciones legislativas de 1992 —en parte gracias el veto de numerosas candidaturas de la ACC por el Consejo de Guardianes— llevaron al segundo mandato presidencial, iniciado en 1993, a escorarse hacia la derecha. Rafsanyaní trató de equilibrar sus apoyos con la creación en 1995 del Partido de Ejecutivos de la Construcción (Hezb-e Kargozarán-e Sazandegí), presentado como de «derecha moderna», que incluía a personalidades consideradas de izquierda o reformistas como Ataollah Mohayeraní, el alcalde de Teherán Gholamhosein Karbaschí, Mohammad Alí Nayafí, Biyán Zangané…, muchos de los cuales encontrarían puestos en los posteriores gobiernos reformistas de Seyed Mohammad Jatamí, ya de carácter menos sincrético.
Sin embargo, el modernismo relativamente liberal de Rafsanyaní y sus intentos de acercamiento a los países occidentales le alienaban a los sectores conservadores, progresivamente agrupados en torno al jefe del estado Alí Jamenei, que denunciaban la modernización promovida por Rafsanyaní y después por Jatamí como una «agresión cultural» (tahayom-e farhangí) occidentalizante y consideraban que el pragmatismo materialista e inigualitario de la política de Rafsanyaní era contrario a los ideales del fundador de la República Islámica, Jomeini. Fue en estas circunstancias que tomó forma el grupo paramilitar clandestino Ansar-e Hezbollah («compañeros del partido de Dios»), vinculado a los sectores derechistas y al ayatolá Alí Jamenei que operaría como fuerza de choque violenta en contra de diversas manifestaciones consideradas desviadas del islam jomeinista, ya fueran jóvenes en atuendo occidental, periodistas, tiendas que ofreciesen género indeseado, manifestantes opuestos a la línea conservadora, etc. Jamenei comenzó a denunciar la «agresión cultural» en 1992 y, desde entonces, trató de limitar el poder de Rafsanyaní en beneficio propio, llegando a finales de su última presidencia a ordenar la destitución de distintos ministros de Hashemí.
Antes de expirar su segundo mandato, la comisión de Cultura y Guía de la cámara legislativa promocionó un proyecto de ley que permitiera a Rafsanyaní optar a una tercera presidencia. Las protestas que de inmediato ocasionó la iniciativa movieron a Rafsanyaní a alinearse con el reformismo de los antiguos seguidores de la línea del Imam. Tras exhortar sin éxito durante varios meses a Mir Hosein Musaví para que presentase su candidatura, Rafsanyaní apoyó la de Seyed Mohammad Jatamí, quien tras abandonar el gabinete en 1992 había permanecido como consejero suyo.

### Período reformista (1997-2005)
Rafsanyaní concurrió a las elecciones legislativas de 2000 y obtuvo el último escaño asignado a la circunscripción de Teherán. Las acusaciones de fraude lo llevaron a dimitir antes de la investidura.
Akbar Hashemí Rafsanyaní mantuvo un poder en declive dentro del sistema político iraní, pese a no ostentar la presidencia y a su fracaso en las legislativas, gracias a su posición como presidente del Consejo de Discernimiento de la Conveniencia del Estado y a la potencia económica de sus redes de influencia. Su hermano Mohammad Hashemí obtuvo un puesto de asistente ejecutivo del presidente Jatamí. Ese declive se aceleró al convertirse Rafsanyaní en blanco de las críticas de las dos alas de la clase política iraní. En 1998, uno de sus aliados fundamentales, el alcalde de Teherán Gholamhosein Karbaschí, fue condenado a dos años de prisión por malversación de fondos. Akbar Ganyí dedicó al análisis de su implicación en los asesinatos en serie de intelectuales de los años 90 su libro «Eminencia roja y eminencias grises», publicado en 2000 y que en cuatro años alcanzó 33 reediciones.

#### El caso Mykonos
En 1997, un tribunal alemán condenó a dos hombres por el asesinato de Sadiq Sarafkindi, un líder kurdo-iraní, en 1992, dentro del restaurante Mykonos, así como a tres de sus colaboradores, y condenó a otros dos por complicidad en este cuádruple crimen. El presidente del tribunal, Frithjof Kubsch, afirmó que los hombres no tenían motivos personales sino que obedecían órdenes. Sin dar nombres, Kubsch dijo que este asesinato había sido ordenado por la Comisión de Operaciones Especiales de Irán, a la que presuntamente pertenecían el presidente y el líder supremo de Irán. Según los fiscales, la orden de los asesinatos había sido dada directamente por los ayatolás Jameneí y Rafsanyaní.

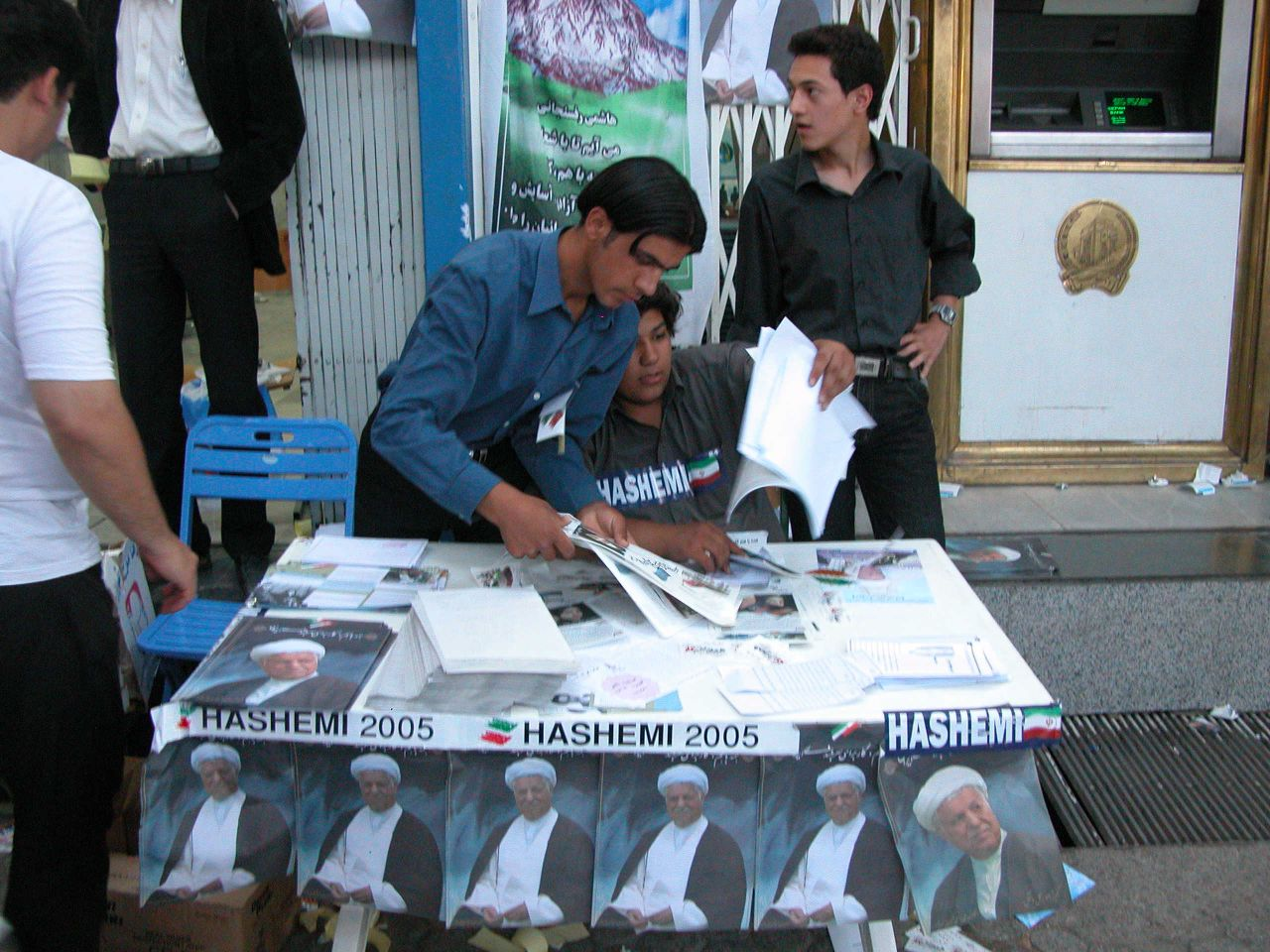
Propaganda electoral callejera de Rafsanyaní en 2005.

### Presidencia de Mahmud Ahmadineyad (2005-2013)
Hashemí Rafsanyaní se postuló en la elección presidencial de junio de 2005, quedando como candidato más votado en la primera vuelta pero perdiendo con un 36 % de los sufragios frente a Mahmud Ahmadineyad en la segunda. Al igual que los candidatos reformistas Mehdí Karrubí y Mostafá Moín, Rafsanyaní denunció una interferencia del estamento militar en los comicios y calificó el proceso como «contaminado por injerencias sistemáticas».
En diciembre de 2006, Rafsanyaní fue elegido con más de 1,5 millones de votos por la circunscripción de Teherán para la Asamblea de Expertos, organismo con poder legal para destituir y designar al Irán. El 4 de septiembre de 2007 fue designado para presidir dicha asamblea, hasta que el 10 de marzo de 2011 fue sustituido por el ayatolá Mohamed Reza Mahdaví Kaní, más próximo al Líder Alí Jamenei y al presidente Mahmud Ahmadineyad.

#### El caso AMIA
El 25 de octubre de 2006, un equipo de fiscales argentinos acusó formalmente a Irán y a la milicia chiíta libanesa Hezbolá por el atentado a la AMIA en 1994 en Buenos Aires, acusando a las autoridades iraníes de dar instrucciones al Hezbolá de llevar a cabo ese ataque, y pidió la detención de Rafsanyaní y la de otras siete personas. Este incidente ha puesto el gobierno de Ahmadineyad en la incómoda posición de la defensa de Rafsanyaní, pese a ser este presentado como corrupto y prooccidental.

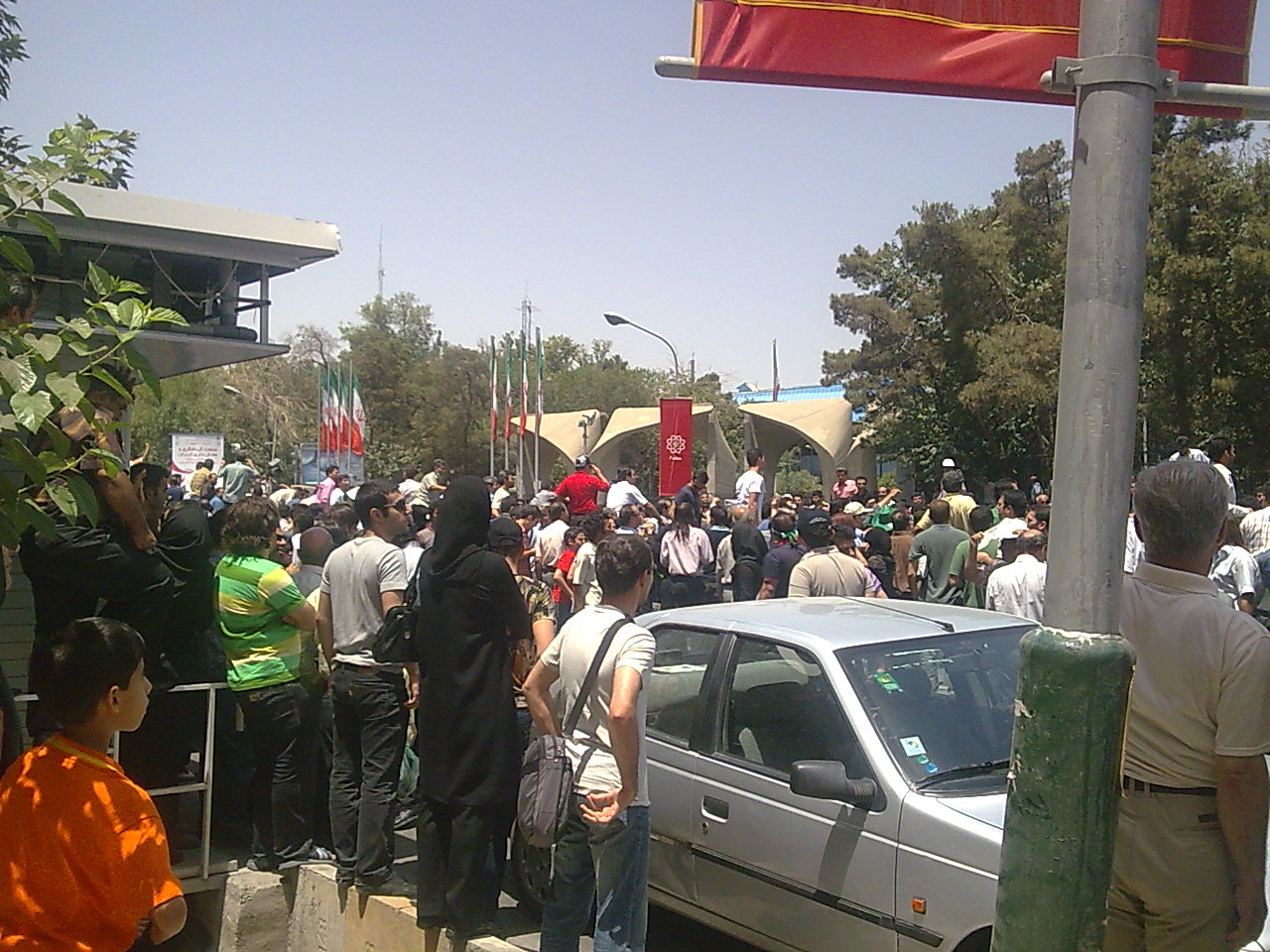
Manifestantes en Teherán, en torno al rezo colectivo dirigido por Rafsanyaní el viernes 17 de julio de 2009.

#### Crisis electoral de 2009
En las protestas que siguieron al anuncio del triunfo del saliente Ahmadineyad sobre elex primer ministro Mir Hosein Musaví y Mehdí Karrubí, la hija de Rafsanyaní Faezé fue arrestada el 21 de junio y después condenada a seis meses de prisión por «propaganda contra el sistema político». El propio Akbar Hashemí Rafsanyaní —entonces presidente de la Asamblea de los Expertos, competente para destituir al Líder Supremo, trasladó su residencia a Qom, sede de las máximas autoridades religiosas chiitas, aunque en los días de máxima crisis guardó silencio sobre la situación.
El viernes 17 de julio de 2009, Rafsanyaní disponía del turno rotativo en la dirección de la plegaria colectiva en la Universidad de Teherán y una gran multitud, compuesta tanto por reformistas como por conservadores se concentró alrededor, expectantes ante la toma de posición del expresidente, que acusó al Consejo de Guardianes de desperdiciar oportunidades, calificó el resultado electoral de dudoso y pidió al gobierno la liberación de los presos políticos para reinstaurar la confianza pública, así como la garantía de la libertad de expresión por las fuerzas del orden. Fue el último sermón de viernes de Hashemí Rafsanyaní, hasta entonces el imán que en más ocasiones —más de 400— había dirigido la oración central de la capital iraní.
El 8 de marzo de 2011, Rafsanyaní perdió la presidencia de la Asamblea de los Expertos en beneficio del conservador Mohammad Rezá Mahdaví Kaní después de varias semanas de intenso cabildeo por parte de los partidarios del jefe del estado. El 14 de marzo de 2012 su mandato como presidente del Consejo de Discernimiento de la Conveniencia del Estado fue prorrogado por cinco años adicionales por el ayatolá Jameneí.

#### Elección presidencial de 2013
Akbar Hashemí Rafsanyaní registró su candidatura para un nuevo mandato presidencial el 11 de mayo de 2013, último día de inscripción, a última hora, a la edad de 79 años. Su candidatura recibió el apoyo vehemente del expresidente Seyed Mohammad Jatamí, además del diputado Alí Motahharí, la Asamblea de Investigadores y Docentes de Qom, la Asamblea de Clérigos Combatientes y el Frente de Participación del Irán Islámico.
A finales de abril, declaraciones de Rafsanyaní según las cuales Irán no querría guerra con Israel provocaron protestas del ministro de Inteligencia Heydar Moslehí, que lo acusó de ser organizador de las protestas de 2009. También lo atacó el hermano del Líder, Mohammad Jameneí, quien lo calificó de «mejor opción para las intrigas de Estados Unidos en Irán». La candidatura de Rafsanyaní fue anulada por el Consejo de Guardianes de la Constitución. El 11 de junio, Rafsanyaní declaró su apoyo a la candidatura de Hasán Rouhaní, a quien calificó de «más adecuado» y que finalmente se impuso en la votación el 14 de junio.
Murió el 8 de enero de 2017 a los 82 años tras ser internado en un hospital de Teherán por un ataque al corazón.

## Distinciones honoríficas
- Orden de la Victoria (República Islámica de Irán), de Primera clase

| Predecesor: Alí Jamenei | Presidente de la República Islámica de Irán 1989-1997 | Sucesor: Mohammad Jatamí |